# Cantó de Barcilona de Provença
El cantó de Barceloneta de Provença és un cantó francès del departament dels Alps de l'Alta Provença, situat al districte de Barceloneta de Provença. Té 11 municipis i el cap és Barceloneta de Provença.

## Municipis
- Barceloneta de Provença
- La Condamina e lo Chastelar
- Enchastraia
- Faucon de Barcilona
- Jausièr
- L'Archa
- Maironas
- Sant Pau d'Ubaia
- Sant Ponç
- Las Teulas
- Uvernet e Forns

## Història
| Data d'elecció                           | Identitat      | Partit                     | Qualitat |
| ---------------------------------------- | -------------- | -------------------------- | -------- |
| 1961-1973                                | M. Proal       | Divers gauche              |          |
| 1973-1985                                | Louis Lequette | Divers droite, després UDF |          |
| 1985-2004                                | Jean Chabre    | RPR                        |          |
| 2004-                                    | Lucien Gilly   | PS                         |          |
| les dades anteriors no són pas conegudes |                |                            |          |
|                                          |                |                            |          |

| 1962  | 1968  | 1975  | 1982  | 1990  | 1999  | 2006  |
| ----- | ----- | ----- | ----- | ----- | ----- | ----- |
| 4.453 | 4.766 | 5.402 | 5.717 | 6.318 | 6.509 | 6.761 |